# Benthodesmus papua
Benthodesmus papua är en fiskart som beskrevs av Parin, 1978. Benthodesmus papua ingår i släktet Benthodesmus och familjen Trichiuridae. Inga underarter finns listade.